# مانیش جا
مانیش جا (انگلیسی: Manish Jha؛ زادهٔ ۳ مهٔ ۱۹۷۸) کارگردان فیلم و فیلم‌نامه‌نویس اهل هند است.

## فیلم‌شناسی
کارگردان
- میهن (۲۰۰۳)
- انوار (۲۰۰۷)
- Mumbai Cutting (segment "And It Rained") (۲۰۱۰)
- The Legend of Michael Mishra (۲۰۱۶)

فیلم‌نامه‌نویس
- میهن (۲۰۰۵)
- انوار (۲۰۰۷)
- The Legend of Michael Mishra (۲۰۱۶)